# جيمي تايلور (لاعب كرة قدم)
جيمي تايلور (بالإنجليزية: Jamie Taylor)‏ هو لاعب كرة قدم بريطاني، ولد في 11 يناير 1977 في بري ‏ في المملكة المتحدة.